# Оригинальный танец

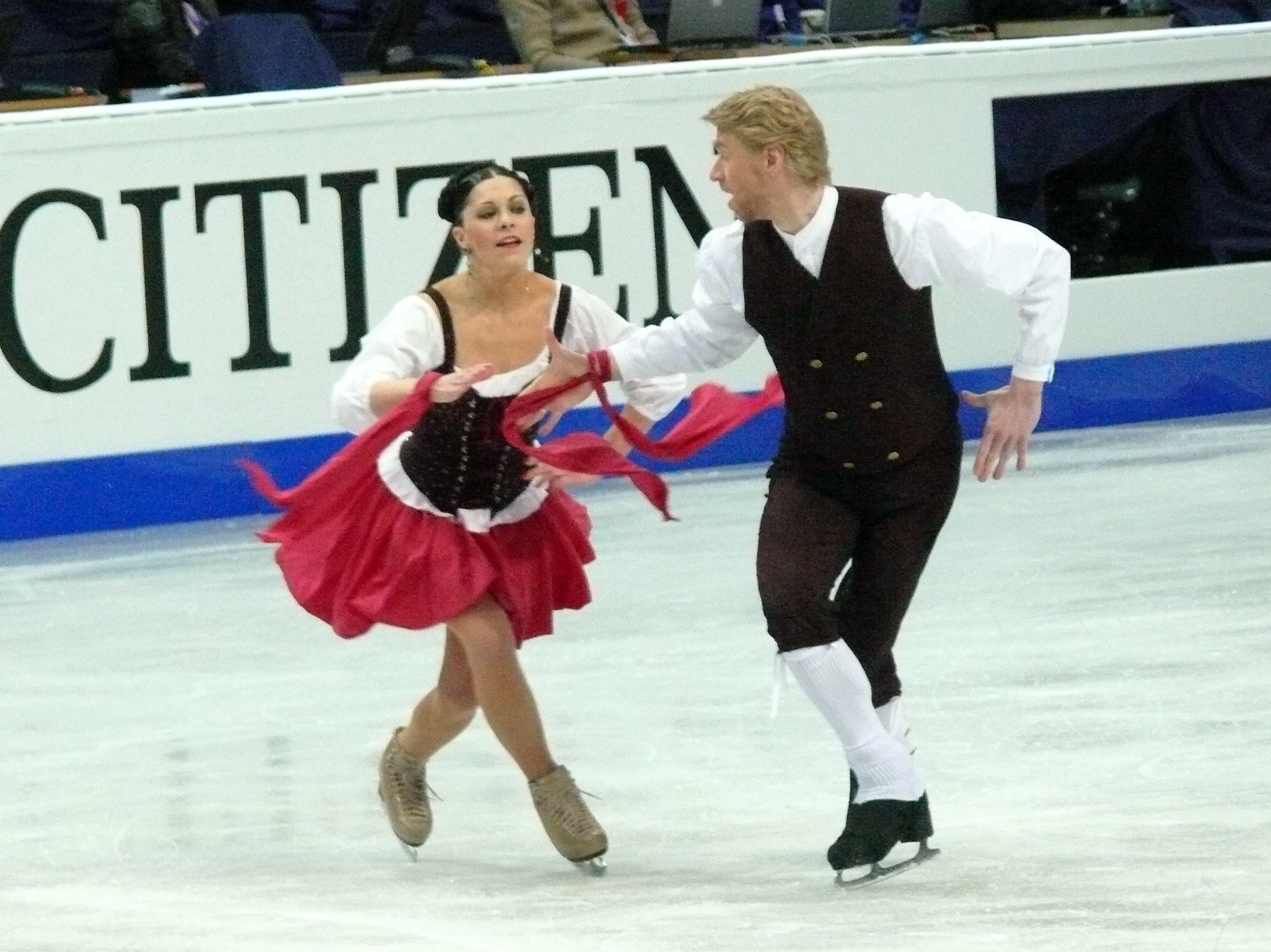
Изабель Делобель и Оливье Шонфельдер исполняют оригинальный танец на чемпионате мира 2008 года. Тема — фолк, кантри

Оригинальный танец — одна из программ соревнований в спортивных танцах на льду, существовавшая до сезона 2010—2011. Оригинальный танец, согласно правилам ИСУ, исполнялся на следующий день после обязательного танца. Во время соревнований по оригинальному танцу дуэты должны были исполнить несколько серий шагов танца в ритме, утверждаемом на каждый сезон Техническим комитетом ИСУ по спортивным танцам. 

Длительность танца составляет 2 минуты 30 секунд +/- 10 секунд.

## Обязательные элементы оригинального танца
- Две различные короткие поддержки (длительностью до 6 секунд каждая)
- Одно танцевальное вращение (простое или комбинированное)
- Одна дорожка шагов в танцевальной позиции (на выбор по кругу или по серпантину)
- Одна параллельная дорожка шагов (вдоль центральной оси катка)

## Темы для оригинальных танцев по сезонам

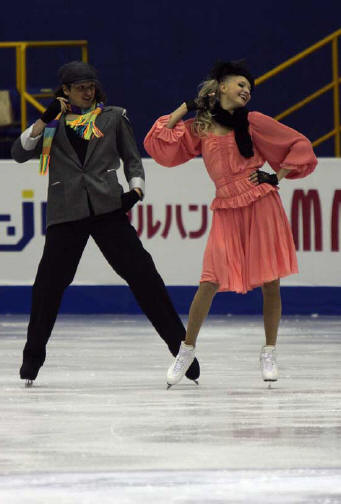
Оксана Домнина и Максим Шабалин исполняют оригинальный танец на финале Гран-при 2008—2009. Тема сезона — ритмы 20-х, 30-х, 40-х

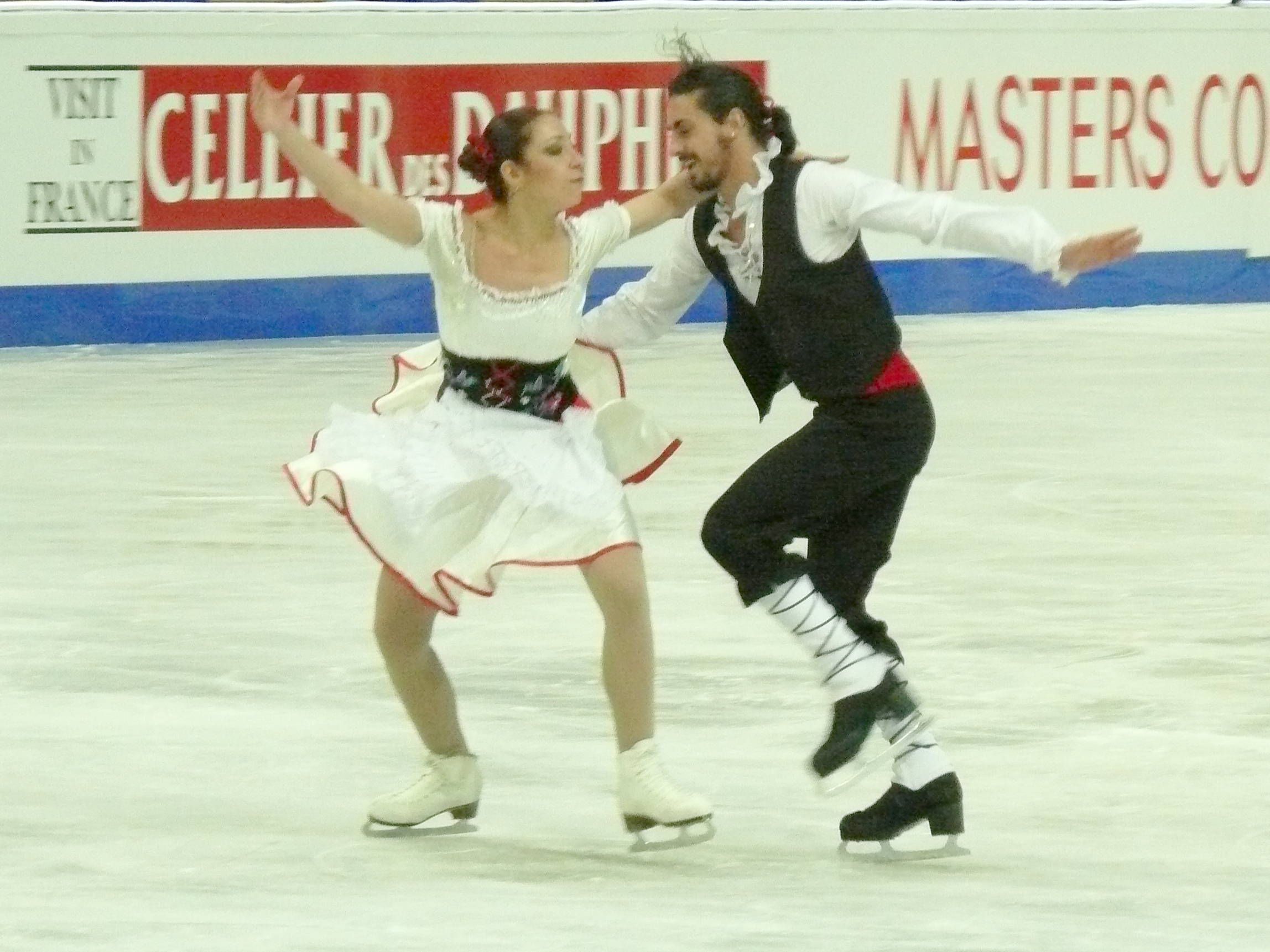
Федерика Фаелла и Массимо Скали исполняют оригинальный танец на чемпионате мира 2008 года. Тема сезона — фолк, кантри

| Сезон     | Ритм                                                  |
| --------- | ----------------------------------------------------- |
| 1995—1996 | Пасодобль                                             |
| 1996—1997 | Танго                                                 |
| 1997—1998 | Джайв                                                 |
| 1998—1999 | Вальс                                                 |
| 1999—2000 | Латина: Меренга, ча-ча-ча, самба, мамбо, румба        |
| 2000—2001 | Чарльстон, фокстрот, квикстеп                         |
| 2001—2002 | Танго, фламенко, пасодобль и испанский вальс          |
| 2002—2003 | Большой бал: вальс, полька и галоп                    |
| 2003—2004 | Свинг: джайв, буги-вуги, Jitterbug, рок-н-ролл и блюз |
| 2004—2005 | Фокстрот, квикстеп, чарльстон                         |
| 2005—2006 | Латина: Meringue, ча-ча-ча, самба, мамба, румба       |
| 2006—2007 | Танго                                                 |
| 2007—2008 | Фолк, кантри                                          |
| 2008—2009 | Ритмы 20-х, 30-х, 40-х                                |
| 2009—2010 | Фолк, кантри                                          |